# 아이패드 프로 (6세대)
아이패드 프로(iPad Pro, 또한 6세대 아이패드 프로라고도 불림)는 애플이 개발한 태블릿 PC이다. 2022년 10월 18일에 발표되었다.